# Altered Images

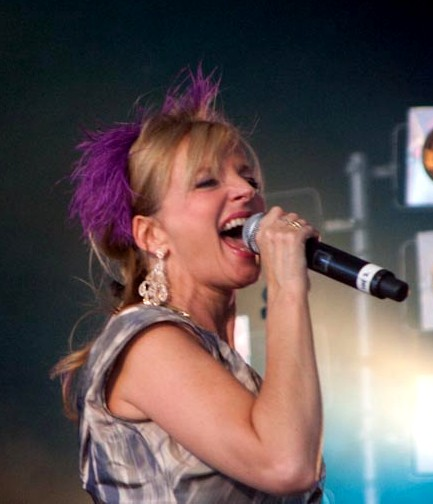
Clare Grogam, cantant del grup Altered Images

Altered Images és un grup musical d'Escòcia de New Wave/Postpunk. Clare Grogan (Cantant), Johhny McElhone, Tony McDaid i Michael Anderson en la formació original. Més tard Gerard McNulty, Jim McKinven, Steve Lironi i David Wilde.

## Història
Eren companys d'escola amb un interès en comú, el post-punk. Un cop formada la banda al 1979 amb la Clare Grogan (Cantant), Gerard "Caesar" McInulty (guitarrista), Michael "Tich" Anderson (baterista), Tony NcDaid (segon guitarrista) i Johnny McElhone (baixista), van enviar una prova a Siouxies and the Banshees. Aquests, ràpidament els van incloure com a teloners a la gira de Kaleidoscope al 1980.
Van grabar amb Epic Records, però l'èxit no va ser immediat. Van enregistrar: "Dead Pop Stars" i "A day’s Wait". La casualitat va ser que quan van treure el tema "Dead Pop Stars" al 1981, just en John Lennon acabava de morir uns mesos abans al 1980.

## Discografia

### Studio albums
| Year | Album          | UK | Aus | UK Certification (BPI) |
| ---- | -------------- | -- | --- | ---------------------- |
| 1981 | Happy Birthday | 26 | –   | Silver                 |
| 1982 | Pinky Blue     | 12 | 23  | Silver                 |
| 1983 | Bite           | 16 | 85  | –                      |

### Singles
| Year | Song                          | UK | Ire | NZ | US Dance | Aus |
| ---- | ----------------------------- | -- | --- | -- | -------- | --- |
| 1981 | "Dead Pop Stars"              | 67 | -   | -  | -        | -   |
| 1981 | "A Day's Wait"                | -  | -   | -  | -        | -   |
| 1981 | "Happy Birthday"              | 2  | 3   | -  | -        | 23  |
| 1981 | "I Could Be Happy"            | 7  | 13  | 4  | 45       | 30  |
| 1982 | "See Those Eyes"              | 11 | 7   | -  | -        | 96  |
| 1982 | "Pinky Blue"                  | 35 | 24  | -  | -        | -   |
| 1982 | "Song Sung Blue" ¹            | -  | -   | -  | -        | -   |
| 1983 | "Don't Talk to Me About Love" | 7  | 6   | 6  | -        | 58  |
| 1983 | "Bring Me Closer"             | 29 | 17  | 47 | -        | -   |
| 1983 | "Love To Stay"                | 46 | -   | -  | -        | -   |
| 1983 | "Change of Heart"             | 83 | -   | -  | -        | -   |

- Footnotes:

¹ "Song Sung Blue" was only released as a single in Continental Europe.

### EPs, anthologies, and special releases
| Year | Song/EP/album |
| ---- | --- |
| 1981 | Happy New Year (3-track flexidisc EP released with Flexipop magazine no. 14); tracks: "Happy New Year" (0:23), "Real Toys (New Version)" (3:29), "Leave Me Alone" (3:55) |
| 1982 | "See Those Eyes" (Long Version, 5:33) (flexidisc released with Trouser Press magazine); backed with "Daytime Logic" by Peter Baumann)                                    |
| 1982 | Greatest Original Hits (anthology 4-track EP) |
| 1982 | "Little Town Flirt" (2:43 track on the soundtrack album for the 1983 film Party Party, also released as a single)                                                        |
| 1984 | Collected Images (anthology album) |
| 1992 | The Best of Altered Images (anthology album) |
| 1996 | Reflected Images: The Best of Altered Images (anthology album) |
| 1997 | I Could Be Happy: The Best of Altered Images (anthology album) |
| 2003 | Destiny: The Hits (anthology album) |
| 2007 | Happy Birthday: The Best of Altered Images (anthology album) |
| 2010 | The Collection (anthology album) |